# Perth i Kinross
Perth i Kinross (en gaèlic escocès: Peairt agus Ceann Rois) és un dels consells unitaris (en anglès: council area) en què està dividida administrativament Escòcia. Limita amb els consells unitaris d'Aberdeenshire, Angus, Dundee, Fife, Clackmannanshire, Stirling, Argyll i Bute i Highland. Correspon aproximadament però no de manera exacta amb els antics comtats de Perthshire i Kinross-shire. La ciutat de Perth és el centre administratiu i la ciutat més poblada del consell.